# Samia (actriz)
Samia (Ciudad de México) es una actriz, imitadora y comediante mexicana.
En agosto de 2006 se reinventa como cantante, grabando su primer disco, titulado "Tan Diferente".
En 2009 se casa con el talentoso escritor Héctor Silva en una ceremonia donde acuden solo personas cercanas a la pareja.

## Filmografía
- Hoy (2020) ... Sección: El Pilón de Samia
- Sabadazo (2014-2016)
- Estrella2 (2014-2015) Recurrente
- María de Todos los Ángeles (2013) Enfermera Glenda
- Parodiando (2012-2013)
- Décadas (2010)
- Desmadruga2 (2009)... Varios (Invitada, 1 episodio)
- HRySM hazme Reír y serás millonario equipo de (Samia, Eduardo Manzano y Oswaldo Salinas) tercer equipo chispoteado.
- La Familia P. Luche (2007)... Mujer en Funeral (Episodio: Haciéndole al Muertito)
- Mujer, Casos de la Vida Real (2006)... (Episodio: Héroes Anónimos)
- Chiquiti Bum (2006)
- El privilegio de Mandar (2005-2006)... Varios personajes
- La Parodia (2002-2007)... Varios personajes
- Humor Es... Los Comediantes (1999)... Imitó a Lucero

## Imitaciones
- Condoleeza Rice (El Privilegio de Mandar)
- Dolores Padierna (El Privilegio de Mandar)
- Rosario Robles (El Privilegio de Mandar)
- Beatriz Paredes (El Privilegio de Mandar)
- Lucero
- Vicki Carr
- Amanda Miguel
- Alejandra Guzmán
- Ana Gabriel
- Alicia Villarreal
- Mónica Naranjo
- Shakira
- Mon Laferte
- Fey
- Thalia
- Paulina Rubio
- Lupita D'Alessio
- Gloria Trevi
- Yuri
- Selena
- Celia Cruz
- Laura León